# 街車 (單車)
街車、曲架單車(Chopper，Lowrider bicycle或Wheelie bike)，粵語俗稱子彈仔(Little Bullet)，起源於20世紀60年代美國，80年代到90年代在香港青年間發展出來，透過為「曲架單車」進行個性化裝飾，為未有經濟能力負擔電單車及消耗品開支的青年群體提供途徑去表達自己的喜好和一種增強在朋輩間身份認同的表現，形成一種獨有的香港次文化。

## 歷史

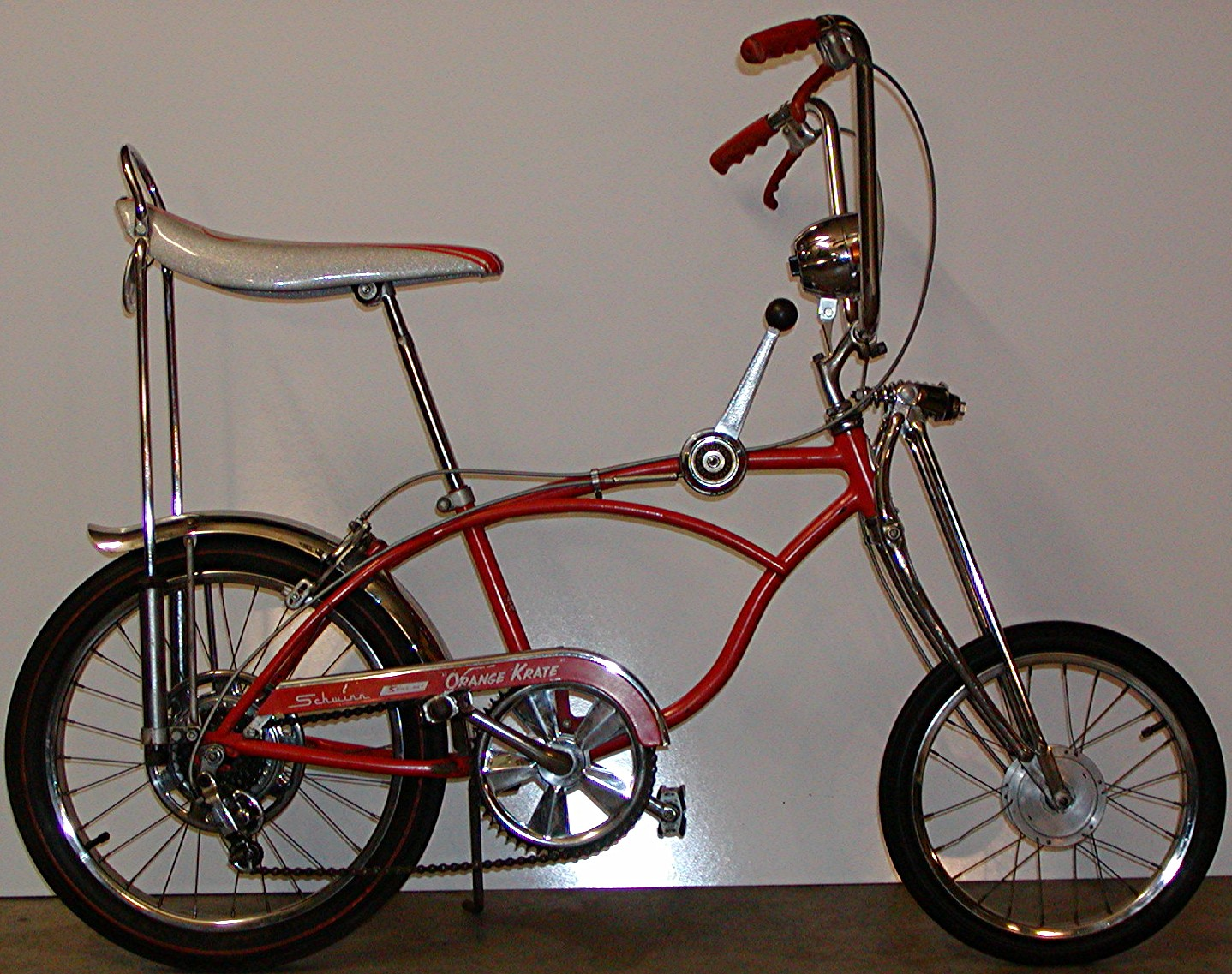
未經裝飾的「曲架」單車，俗稱「骨車」

### 發源地 -美国
1969年，經典嬉皮士文化象徵的美國公路電影《逍遙騎士》(Easy Rider) 上映，電影從美國走向了全世界，被世界各地崇尚自由的個性青年所推崇。
在1970年代，英國凤头自行车公司(Raleigh Bicycle Company)的設計總監艾倫•奧克利（Alan Oakley）以電影中彼得·方達(Peter Fonda)和丹尼斯·霍珀(Dennis Hopper)所駕駛的美式機車為原型，設計及生產有厚實單車座墊(Banana Seat)的「曲架」單車(Raleigh Chopper)，並成為1970年代最受英国小孩欢迎的單车類型，一直到1979年底，凤头自行车公司總共賣了超過150萬輛「曲架」單車。

### 英屬香港
真正影響香港而發展成為潮流文化的「曲架」單車，是由美國Schwinn公司生產於1968年Sting-Ray系列中的Krate型號單車。此款單車的設計在70年代被台灣的黑馬單車公司(Black Horse)所山寨，成為比原裝美國貨便宜而大受歡迎的出口貨，普及東南亞及香港，成為潮流。後來這股模仿電單車的單車風更受1989年周潤發主演，以電單車為題材的香港電影《阿郎的故事》和1990年劉德華主演的《天若有情》的熱潮所帶動，青少年為追求潮流時尚和個人風格，在「曲架」單車車身粵語俗稱「黑馬架」上加裝個性化裝飾零件，例如粵語俗稱「龍頭」（單車頭配飾）、「鳳尾」（座墊後配飾）、「油缸」（單車架上管配飾）、「側板」（單車架上管配飾）、「單車車輪蓋」等零件，以及車身顏色和貼紙圖案來模仿電單車的外觀，在90年代中最常見的模仿對象，是劉德華在1995年香港電影《烈火戰車》中所駕駛的樂富門花Honda型號。
如原廠Schwinn的設計，流行香港的台灣黑馬牌「曲架」單車的前後車輪直徑均是相同，多是18寸或20寸(406mm/451mm)，車架比一般的單車車架短，粵語俗稱「鵝頸」（單車車頭手把位）較低，重心較低，令駕駛者要縮起身體來踏，駕駛時需要低着頭，身體傾前，外型似子彈，故「曲架」單車在香港粵語又俗稱為「子彈仔」。
部份業餘愛好者更為「曲架」單車加上鎂光燈「照明系統」及「汽車音響」(vehicle audio)喇叭設備，粵語俗稱「車機」、「台機」，除了讓街車夜間馬路行駛時照明，亦能播放流行音樂等炫技行為，在馬路上行駛時有如街頭表演藝術一樣。
於香港80年代至90年代，「曲架」單車在香港公共屋邨的青少年間盛行，因零件停產而熱潮退卻。
於2010年代，隨著互聯網普及，多個有關改裝，零件二手買賣，集體回憶的香港街車興趣群組在社交網站Facebook內成立。

## 次文化
1980年代香港起，香港「曲架」單車愛好者，尤其青少年，按所居地區或屋邨，組成車隊，晚上在香港主要幹道上駕駛「曲架」單車，故「曲架」單車在香港粵語又俗稱為「街車」，衍生出的「街車文化」(英語：Chopper Subculture)是一種獨有的香港次文化、街頭表演或行為藝術。
1987年，香港電影《鐵血騎警 （页面存档备份，存于）》，劇中青年人踏街車與交通警察在馬路追蹤。
2010年代，青少年服務團體協青社(Youth Outreach)跨區深宵外展服務隊曾在前啟德機場跑道舉辦街車比賽，是以極限運動，漂移和花式單車形式的競賽，以消除公眾對街車和童黨或邊緣青年是關聯的標籤效應或刻板印象。
2010年9月，「中國香港單車總會」山地車教練在一篇關於香港人對單車運動普及化的蘋果日報訪問時曾透露：「八十年代初最流行子彈仔，即所謂街車，單車被改裝成電單車模樣，又有大包圍扮擾流器，又有大車頭燈，車尾有大喇叭，在晚上把音樂調校得很大聲，飛快地踩。」。
2013年，香港電影《微交少女》，劇中青年人晚上在香港公共屋邨騎著車尾有喇叭的「街車」。
2014年，香港媒體報道有關街車車隊懷疑沒有遵守《道路交通(交通管制)規例》中有關單車行駛規定的新聞，一名九十後街車文化愛好者道出「沿途有不少外國遊客向我們揮手歡呼，我們歡呼回應，並非叫囂。」 。

## 另見條目
- 日本暴走族
- 台灣飆車族
- 美國摩托车帮会
- 街頭表演